# Ecovillaggio
L'ecovillaggio è un tipo di comunità basata esplicitamente sulla sostenibilità ambientale.
I principi di questo tipo di comunità, secondo l'ecologo ed agronomo australiano David Holmgren (che ne è uno dei maggiori teorici), sono i seguenti:
- adesione volontaria dei partecipanti e condivisione dei principi fondanti;
- nuclei abitativi progettati per ridurre al minimo l'impatto ambientale;
- uso di energie rinnovabili;
- autosufficienza alimentare basata su permacultura o altre forme di agricoltura biologica.

La realtà degli ecovillaggi intende dar vita a nuove forme di convivenza, tali da rispondere all'attuale disgregazione del tessuto familiare, culturale e sociale della condizione postmoderna e globalizzata.
L'ecovillaggio costituisce un laboratorio di ricerca e sperimentazione verso stili di vita alternativi ai modelli socio-economici più diffusi. A differenza della «comunità», di dimensioni più ridotte, l'ecovillaggio tende al massimo dell'autosufficienza, in modo da soddisfare il più possibile, al suo interno, ogni esigenza dei suoi membri (lavoro, svago, espressione di sé, educazione, bisogni affettivi). In questo senso, l'ecovillaggio si presta a costituirsi come un modello sostenibile, sul piano economico, sociale ed ecologico (uso di energie rinnovabili e tecnologie appropriate, difesa dell'ambiente e dell'economia locale).